# Madeline Carroll
Madeline Carroll (Los Angeles, 18 maart 1996) is een Amerikaans actrice. Haar eerste opgemerkte rol was in Swing Vote uit 2008; haar eerste hoofdrol in Flipped uit 2010.

## Biografie
Carrolls vader is aannemer, haar moeder huisvrouw. Ze heeft verder nog drie broers. Ze begon als model toen ze drie jaar oud was. Haar eerste opdracht was voor warenhuisketen Sears. Anderhalf jaar later werd ze ontdekt als actrice. Reeds op jeugdige leeftijd werden haar rollen toebedeeld in topseries als Cold Case, Lost, Grey's Anatomy en Lie to Me en films als When a Stranger Calls (2006), Swing Vote (2008), Astro Boy (2009), The Spy Next Door (2009), Flipped (2010), Mr. Popper's Penguins (2011) en Machine Gun Preacher (2011). Ze werd reeds tweemaal genomineerd voor een Young Artist Award; een voor The Santa Clause 3 in 2007 en een voor Swing Vote in 2009.
- Bibliothèque nationale de France: cb165242610 (data)
- Gemeinsame Normdatei: 1182561586
- International Standard Name Identifier: 0000 0001 2101 6253
- Library of Congress Control Number: no2009005031
- Nationale Bibliotheek van Tsjechië: xx0200787
- Nationale Bibliotheek van Israël: 987007369350605171
- Système universitaire de documentation: 182415023
- Virtual International Authority File: 222463202
- WorldCat: E39PBJg4p7rbFvjmJQDBxqrDv3